# Enrique Adolfo Sieburger
Enrique Adolfo Sieburger (Vicente López, 10 de maio de 1924 — 23 de janeiro de 1990) foi um velejador argentino, medalhista olímpico. Ele competiu nos Jogos Olímpicos de Verão de 1948 na classe 6 Metre e conquistou a medalha de prata na disputa a bordo do Djinn com Emilio Homps, Rodolfo Rivademar, Rufino Rodríguez de la Torre, seu tio Julio Sieburger e seu pai Enrique Sieburger. Nos Jogos Olímpicos de 1960, aos 36 anos, voltou a integrar a delegação olímpica argentina, terminando em quarto lugar na classe 5.5 Metre.